# Fiona Patton
Fiona Patton (* 1962 in Calgary, Alberta) ist eine kanadische Autorin.

## Leben
Patton wurde 1962 in Kanada geboren und zog 1966 in ihrer Kindheit mit ihrer Familie in die Vereinigten Staaten. 1975 kehrte sie nach Kanada zurück und wohnte mit ihrer Familie in Toronto. Dort lernte sie ihre Lebensgefährtin Tanya Huff kennen. 1992 zog sie mit ihrer Lebensgefährtin ins ländliche Ontario, wo sie heute noch mit ihrer Partnerin lebt.

## Werke

### Brandon-Saga (The Branion Realm)
- The Stone Prince, New York: DAW, 1997, ISBN 0-88677-735-6
  - Der Kelch der Flamme, Piper 2004, Übersetzerin Irene Bonhorst, ISBN 3-492-26537-5
  - Im Zeichen des Feuerwolfs, Piper 2004, Übersetzerin Irene Bonhorst, ISBN 3-492-26555-3
- The Painter Knight, New York: DAW, 1998, ISBN 0-88677-780-1
- The Granite Shield, New York: DAW, 1999, ISBN 0-88677-842-5
- The Golden Sword, New York: DAW, 2001, ISBN 0-88677-921-9

### Warriors of Estavia
- The Silver Lake, New York: DAW, 2005, ISBN 0-7564-0185-2
- The Golden Tower, New York: DAW, 2008, ISBN 978-0-7564-0517-5
- The Shining City, New York: DAW, 2011, ISBN 978-0-7564-0661-5